# Roberto Grossatesta
(A.C. Crombie)
Roberto Grossatesta, in lingua inglese Robert Grosseteste (Stradbroke, 1175 – Buckden, 9 ottobre 1253), è stato un teologo, scienziato e vescovo cattolico inglese.

## Biografia
Ricevette la sua formazione a Oxford, dove divenne esperto in legge, medicina e scienze naturali. Giraldo Cambrense, del quale aveva fatto conoscenza, lo presentò, prima del 1199, a William de Vere, vescovo di Hereford. Grossatesta aspirava a un posto nella casa del vescovo, ma, essendo deceduto il suo sostenitore, intraprese da sé lo studio della teologia. È possibile che abbia visitato Parigi a questo scopo, ma alla fine si stabilì a Oxford come professore e come capo dei francescani.
Il suo successivo avanzamento di grado fu la cancelleria dell'università. Egli si distinse notevolmente come lettore e fu il primo rettore della scuola che i francescani fondarono a Oxford attorno al 1224. La cultura di Grossatesta fu assai lodata da Ruggero Bacone, che era un critico severo. Secondo Bacone, egli conosceva poco il greco e l'ebraico e prestava poca attenzione alle opere di Aristotele, ma prevaleva tra i suoi contemporanei per la sua conoscenza delle scienze naturali. Tra il 1214 e il 1231 Grossatesta resse in successione gli arcidiaconati di Chester, Northampton e Leicester.
Nel 1232, dopo una grave malattia, rinunciò a tutti i benefici e le promozioni, a eccezione di una prebenda che deteneva a Lincoln. La sua intenzione era di passare il resto della vita in contemplativa religiosità, ma mantenne l'incarico di cancelliere e nel 1235 accettò il vescovato di Lincoln. Egli intraprese senza indugio la riforma della morale e della disciplina clericale in tutta la sua vasta diocesi. Questo schema lo mise in conflitto con più di una corporazione privilegiata, ma in particolare con il suo stesso ordine, che contestò vigorosamente la sua pretesa di esercitare il diritto di ispezione nelle sue comunità. La disputa si surriscaldò dal 1239 al 1245. Venne condotta da ambo le parti con indecorosa violenza e quelli che più avevano approvato lo scopo principale di Grossatesta ritennero necessario avvertirlo dell'errore commesso nell'essere troppo zelante. Nel 1245, grazie ad una visita personale alla corte papale di Lione, si assicurò un verdetto favorevole.
In politica ecclesiastica il vescovo apparteneva alla scuola di Tommaso Becket. Il suo zelo per la riforma lo portò ad avanzare, per conto delle corti, pretese cristiane che era impossibile venissero ammesse dal potere secolare. Egli incorse due volte nel rimprovero di Enrico III su questo argomento, anche se poi toccò a Edoardo I sistemare la questione di principio in favore dello Stato. La devozione di Grossatesta alle teorie gerarchiche del suo tempo è attestata dalla corrispondenza con il suo ordine e col re. Contro il primo confermò le prerogative dei vescovi e contro il secondo asserì che era impossibile per un vescovo non considerare gli ordini della Santa Sede. Dove le libertà della chiesa nazionale entravano in conflitto con le intenzioni di Roma, egli stava dalla parte dei suoi compatrioti.
Così nel 1238 chiese che il re rilasciasse alcuni studiosi di Oxford che avevano assalito il legato Otho. Ma almeno fino al 1247 si sottomise pazientemente alle interferenze papali, accontentandosi della protezione (per via di uno speciale privilegio papale) della sua diocesi da chierici stranieri. Era più impaziente con le esazioni reali; dopo il ritiro dell'arcivescovo Sant'Edmondo si costituì come portavoce dello stato clericale nel gran Consiglio.
Nel 1244 sedette nel comitato incaricato di considerare una domanda di sussidio. Il comitato rigettò la richiesta e Grossatesta impedì un tentativo del re di separare il clero dal baronaggio. "È scritto", disse il vescovo, "che uniti restiamo in piedi e divisi cadiamo" (simul stabunt, simul cadent).
Fu comunque ben presto chiaro che il re e il papa erano alleati per annullare l'indipendenza del clero inglese e dal 1250 in avanti Grossatesta criticò apertamente i nuovi espedienti finanziari a cui papa Innocenzo IV era stato costretto dal suo disperato conflitto con l'Impero. Nel corso di una visita fatta a Innocenzo in quell'anno, il vescovo presentò a papa e cardinali un memoriale scritto, nel quale attribuiva tutti i mali della chiesa all'influenza maligna della Curia. La cosa non produsse effetti, anche se i cardinali ritennero che Grossatesta fosse troppo influente per essere punito per la sua audacia.
Grandemente scoraggiato dal suo fallimento, il vescovo pensò di ritirarsi. Alla fine, comunque, decise di continuare la lotta impari. Nel 1251 protestò contro un mandato papale che invitava il clero inglese a versare a Enrico III un decimo delle proprie entrate per finanziare una crociata e attirò l'attenzione sul fatto che, col sistema della raccolta di fondi, una somma di 70.000 marchi veniva sottratta annualmente all'Inghilterra dagli incaricati di Roma. Nel 1253, essendogli stato ordinato di offrire la sua diocesi a un nipote del papa, scrisse una lettera di rimostranza e rifiuto, non al papa in persona, ma ad un suo commissario, Maestro Innocenzo, attraverso il quale aveva ricevuto il mandato. Il testo della rimostranza, come riportato dagli annali di Burton e da Matthew Paris, è stato forse alterato da un falsario che aveva meno rispetto per il papato di quanto ne avesse Grossatesta. Il linguaggio è più violento di quello impiegato altrove dal vescovo, ma la questione generale, che il papato può chiedere obbedienza solo se i suoi ordini sono consoni all'insegnamento di Cristo e degli apostoli, è quello che ci si attende da un riformatore ecclesiastico dell'epoca di Grossatesta. Ci sono più motivi di sospettare della lettera indirizzata "ai nobili d'Inghilterra, ai cittadini di Londra, e alla comunità dell'intero reame" nella quale Grossatesta viene rappresentato mentre denuncia senza mezzi termini la finanza papale in tutti i suoi rami. Ma, anche in questo caso, si deve avere una certa tolleranza per la differenza tra gli standard di decoro moderni e medioevali.
Grossatesta figurò tra gli amici più intimi del professore francescano Adam Marsh. Tramite Adam giunse a una stretta relazione con Simone V di Montfort. Dalle lettere del francescano emerge che il conte aveva studiato un trattato politico di Grossatesta sulle differenze tra la monarchia e la tirannia e che aveva abbracciato con entusiasmo il progetto di riforma ecclesiastica del vescovo. La loro alleanza iniziò già nel 1239, quando Grossatesta si sforzò di portare alla riconciliazione il re e il conte. Ma non c'è motivo di supporre che le idee politiche di Montfort siano maturate prima della morte di Grossatesta, né tanto meno che quest'ultimo si sia troppo occupato della politica secolare, eccetto quando questa toccava gli interessi della Chiesa. Grossatesta capì che il malgoverno di Enrico III e il suo patto senza principi con il papato rendevano ampiamente conto della degenerazione della gerarchia inglese e del lassismo nella disciplina ecclesiastica, ma difficilmente può essere definito un costituzionalista.
Era già un uomo anziano, con una salda reputazione, quando divenne vescovo. Come statista ecclesiastico mostrò lo stesso zelo impetuoso e la stessa versatilità di cui aveva dato prova nella sua carriera accademica, ma la tendenza generale degli autori moderni è stata quella di esagerare le sue funzioni politiche ed ecclesiastiche e di ignorare la sua attività come scienziato e studioso. L'opinione del suo tempo, così come viene espressa da Matteo Paris e Ruggero Bacone, fu molto differente. I suoi contemporanei, pur ammettendo l'eccellenza delle sue intenzioni come statista, evidenziano i suoi difetti di carattere e discrezione, ma vedono in lui il pioniere di un movimento scientifico e letterario. Non solamente un grande ecclesiastico che patrocinò lo studio nel suo tempo libero, ma anche il primo matematico e fisico del suo tempo. È certamente vero che anticipò in questi campi del pensiero alcune delle idee più brillanti alle quali Ruggero Bacone diede successivamente più ampia risonanza.

## Opere

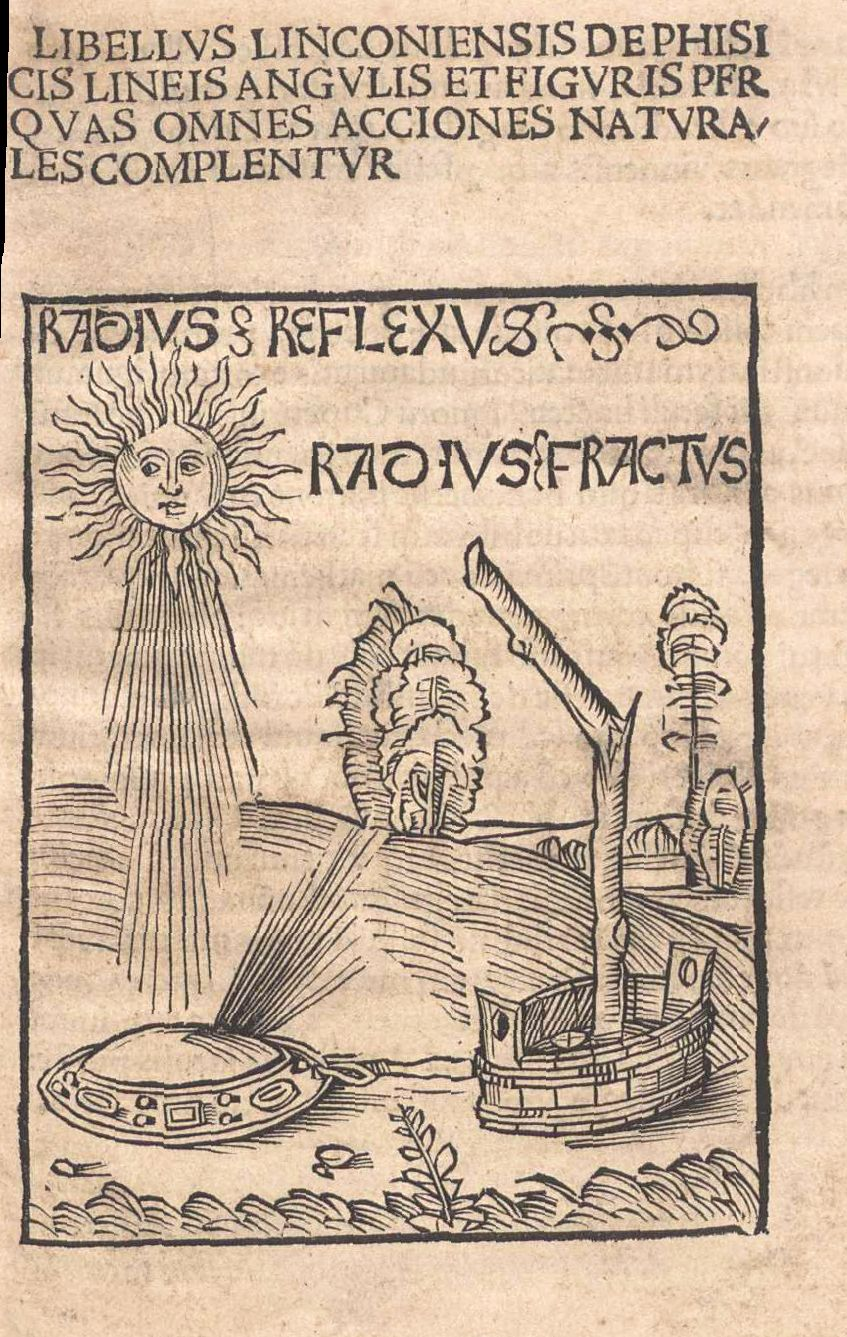
De phisicis lineis, angulis et figuris, 1503

Grossatesta ha scritto un gran numero di opere giovanili in latino e in francese quando era un clericus; tra queste una intitolata Le chasteau d'amour (Le château d'amour), un poema allegorico sulla creazione del mondo e sulla redenzione cristiana, nonché parecchi altri poemi e testi in prosa sull'economia domestica e sull'etichetta cortese. Egli inoltre ha scritto un notevole numero di opere teologiche, tra le quali l'importante Hexaëmeron, negli anni 1230. Gli viene attribuito anche il poemetto francese Vie de Sainte-Marie l'Egiptienne.
Grossatesta tuttavia viene considerato un pensatore originale soprattutto per merito delle sue opere concernenti questioni scientifiche e riguardanti il metodo scientifico. 
Nel periodo che va, grosso modo, dal 1220 al 1235 ha scritto una lunga serie di trattati scientifici, tra i quali:
- De sphera, un lungo testo su vari argomenti.
- De accessione et recessione maris. sulle maree.
- De lineis, angulis et figuris, sulle argomentazioni matematiche nelle scienze naturali.
  - (LA) De phisicis lineis, angulis et figuris, Nürnberg, 1503.
- De iride, sul fenomeno dell'arcobaleno.

### Traduzioni e recupero dei classici
Intorno al 1245 tradusse dal greco in latino l'Etica Nicomachea e forse i commenti di Eustazio di Tessalonica e di Michele di Efeso. Questa traduzione fu fondamentale per il pensiero politico del XIII secolo e nello specifico per l'autonomia della politica sulla religione.
Grossatesta ha scritto anche svariati commenti su Aristotele, tra cui il primo commento occidentale sugli Analytica Posteriora e uno sulla Fisica.

### La Metafisica della Luce
Roberto Grossatesta viene considerato il fondatore della corrente filosofica nota come «metafisica della luce», derivante dalla concezione plotiniana e agostiniana del processo di emanazione del mondo dal Dio-Uno, e a cui contribuirono altri esponenti della scuola francescana, tra cui Bonaventura da Bagnoregio.
Sintetizzando anche le posizioni di Platone, Aristotele, e commentatori arabi, Grossatesta definisce la luce come la prima forma dei corpi (prima forma corporeitatis), la quale dà luogo a un processo cosmogonico grazie a cui si forma la materia.
Per Grossatesta, cioè, la luce è costitutiva della materialità dei corpi «che hanno l'essere in modo più vero e più degno nei gradi degli enti secondo la maggiore o minore partecipazione ad essa». La stessa generazione degli individui è dovuta all'azione della luce.
Nel trattato De luce Grossatesta descrive l'azione formativa del lumen che s'irradia dal primo cielo originando le altre sfere celesti, la cui densità materiale aumenta sempre più procedendo verso il centro dell'universo che è il punto più denso e per questo dotato di minor movimento, dove si trova la Terra secondo un modello geocentrico.
Il lumen celeste si interiorizza nei corpi penetrandovi e causando delle mutazioni sia al loro interno che in rapporto con gli altri corpi, rendendo così possibili le sensazioni.

### Scienza
Nei suoi lavori degli anni 1220-1235, in particolare i commentari aristotelici, Grossatesta delineò l'intelaiatura del corretto metodo scientifico. Anche se non seguì sempre i suoi stessi consigli nel corso delle sue ricerche, le sue opere sono considerate strumentali nella storia dello sviluppo della tradizione scientifica occidentale.
Grossatesta fu il primo degli scolastici a comprendere pienamente la visione aristotelica del percorso duale del ragionamento scientifico, riassumendo particolari osservazioni in una legge universale e quindi ricavando da leggi universali la previsione dei particolari. Grossatesta chiamò questo processo "risoluzione e composizione". Quindi ad esempio, guardando ai particolari della Luna è possibile arrivare a leggi universali sulla natura. Al contrario, una volta che queste leggi universali sono comprese, è possibile fare previsioni e osservazioni su altri oggetti oltre la Luna. Inoltre, Grossatesta disse che entrambi i percorsi devono essere verificati attraverso la sperimentazione allo scopo di verificarne i principi. Queste idee fondarono una tradizione che giunse fino a Padova e a Galileo Galilei nel XVII secolo.
Nonostante l'importanza che la "risoluzione e composizione" avrebbe acquisito per il futuro della tradizione scientifica occidentale, più importante per il suo tempo fu l'idea della subordinazione delle scienze. Ad esempio, guardando geometria e ottica, l'ottica è subordinata alla geometria perché l'ottica dipende dalla geometria. Quindi Grossatesta concluse che la matematica era la principale tra tutte le scienze e la base per tutte le altre, poiché ogni scienza naturale dipende in ultima analisi dalla matematica. Egli sostenne questa conclusione guardando la luce, che egli credeva essere la "prima forma" di tutte le cose, fonte di tutta la generazione e il moto (approssimativamente ciò che oggi conosciamo come biologia e fisica). Poiché la luce poteva essere ridotta a linee e punti, e perciò completamente spiegata nell'ambito della matematica, la matematica costituiva per lui l'ordine più alto delle scienze.

## Riconoscimenti
A Robert Grosseteste è stato intitolato un asteroide scoperto nel 1999: 36169 Grosseteste.

## Genealogia episcopale e successione apostolica
La genealogia episcopale è:
- Papa Lucio III
- Papa Alessandro III
- Arcivescovo Richard of Dover
- Arcivescovo Baldwin of Forde
- Arcivescovo Hubert Walter
- Vescovo William of Sainte-Mère-Église
- Vescovo Joceline of Wells
- Vescovo Roger Niger
- Arcivescovo Edmund of Abingdon
- Vescovo Roberto Grossatesta

La successione apostolica è:
- Vescovo Thomas Wallensis (1248)